# Arthur Nicolson, 1. Baron Carnock

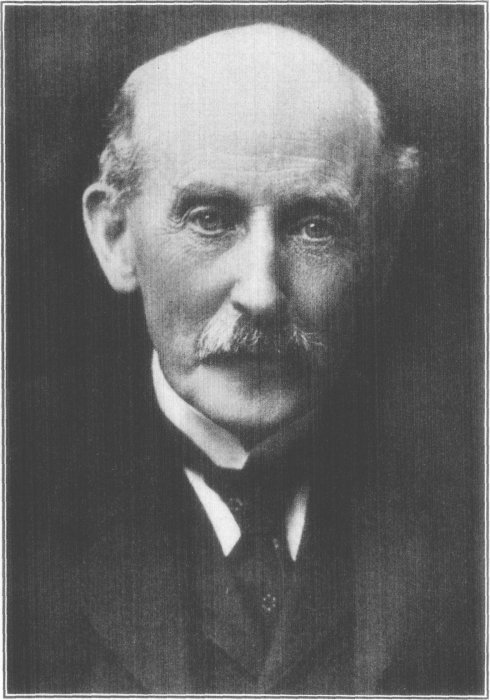
Arthur Nicolson, 1. Baron Carnock

Arthur Nicolson, 1. Baron Carnock, Bt, GCB, GCMG, GCVO, KCIE, PC (* 19. September 1849; † 5. November 1928) war ein britischer Diplomat und Politiker.

## Familie
Nicolson war der älteste Sohn von Admiral Sir Frederick Nicolson, 10. Baronet, und dessen Frau Mary Loch.
Er heiratete 1882 Mary Catherine Rowan-Hamilton († 1951). Mit ihr hatte er drei Söhne und eine Tochter:
- Frederick Archibald Nicolson, 2. Baron Carnock (1883–1952);
- Erskine Arthur Nicolson, 3. Baron Carnock (1884–1982);
- Sir Harold George Nicolson (1886–1968);
- Hon. Clementina Gwendolen Catharine Nicolson (1896–1995) ⚭ Francis St. Aubyn, 3. Baron St. Levan (1895–1978).

## Leben und Wirken
Nicolson trat 1870 in den britischen diplomatischen Dienst ein, nachdem er zuvor an der Rugby School und an der University of Oxford ausgebildet worden war. Auf verschiedene Tätigkeiten im Foreign Office in London – unter anderem als Privatsekretär von Lord Granville – bis 1874 folgten Stellungen an den britischen Botschaften in Berlin (1874–1876) und Peking (1876–1878), bevor er von 1884 als britischer Bevollmächtigter nach Athen ging. Nach einer dreijährigen Tätigkeit in Teheran (1885–1888) wurde Nicolson schließlich zum britischen Generalkonsul in Budapest berufen (1888–1893). Hernach wirkte er 1894 kurzzeitig an der britischen Vertretung in Konstantinopel, bevor er von 1895 bis 1904 als britischer Vertreter in Marokko weilte. 1899 erbte er beim Tod seines Vaters dessen Adelstitel als 11. Baronet, of Carnock in the County of Stirling.
1904 schickte ihn die Regierung Balfour als britischen Botschafter für Spanien nach Madrid und danach von 1905 bis 1910 als britischen Botschafter für Russland nach Sankt Petersburg.
Von 1910 bis zu seinem Tod 1928 fungierte Nicolson als beamteter Unterstaatssekretär für Auswärtige Angelegenheiten der ersten und zweiten Regierung Asquith unter Außenminister Sir Edward Grey.
1916 wurde Nicolson als Baron Carnock, of Carnock in the County of Stirling, zum Peer erhoben. Nach seinem Tod gingen seine Adelstitel auf seinen Sohn Frederick Archibald Nicolson über.

## Werke
- History of the German Constitution, 1873.